# North Western Hotel
Le Radisson North Western Hotel est un hôtel de Liverpool, en Angleterre, en face de la gare de Lime Street. Le bâtiment est inscrit sur la liste du patrimoine national de l’Angleterre comme Bâtiment classé de type II.  

## Histoire
Ouvert comme hôtel de chemin de fer en 1871 par le London and North Western Railway, il dessert la gare de Lime Street. Le projet a été conçu par Alfred Waterhouse, contenant 330 chambres. L'hôtel a fermé ses portes en 1933 et est ensuite devenu Lime Street Chambers pendant un moment avant de fermer à nouveau. En 1994, le bâtiment a été acheté par l'Université John Moores et converti en une résidence universitaire pour 6 millions de livres sterling. Il a été inauguré en 1996. Le 28 septembre 2018, il a été annoncé que le groupe Marcus Worthington restaurerait le bâtiment en tant qu'hôtel pour un coût de 30 millions de livres sterling. Il rouvrira ses portes sous le nom de Radisson RED Liverpool Hotel en 2020.

## Architecture
Le bâtiment est construit en pierre avec un toit en ardoise de style néo-Renaissance ressemblant à un château français. Les détails baroques sont de style Second Empire, commun à cette période. Il a cinq étages, un sous-sol et un grenier. L'entrée centrale est arrondie et flanquée de colonnes doriques.  

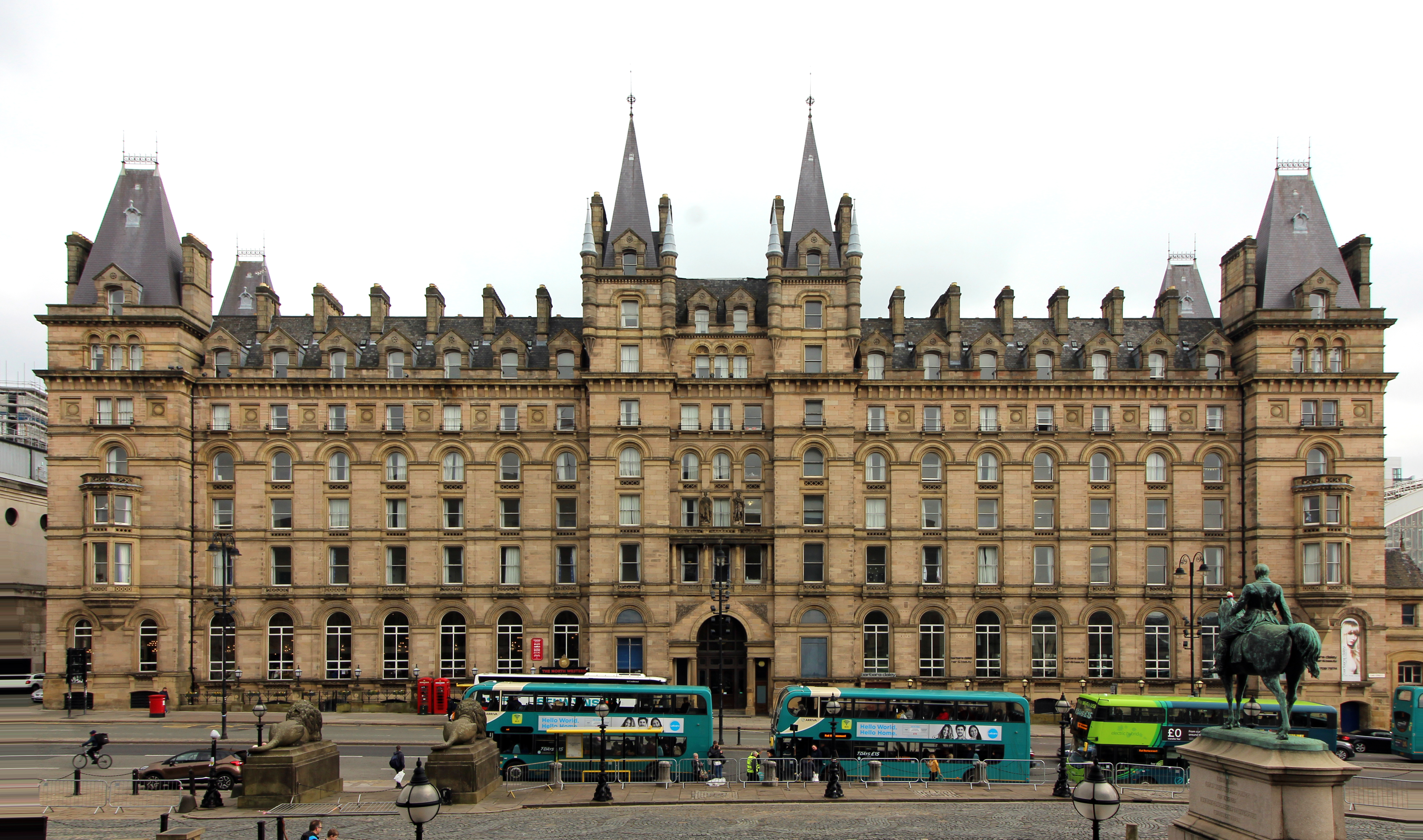
Façade
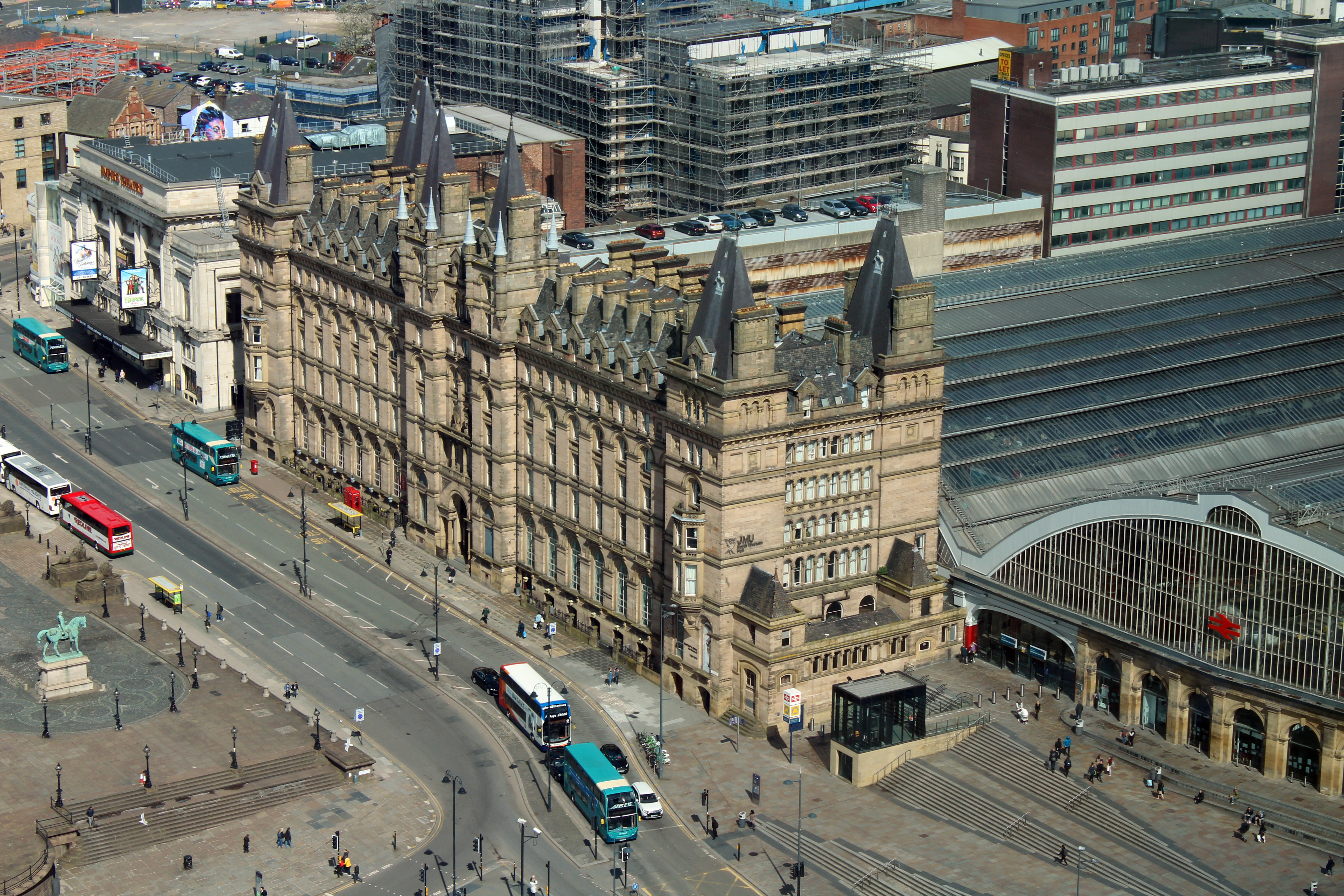
Emplacement près de la gare
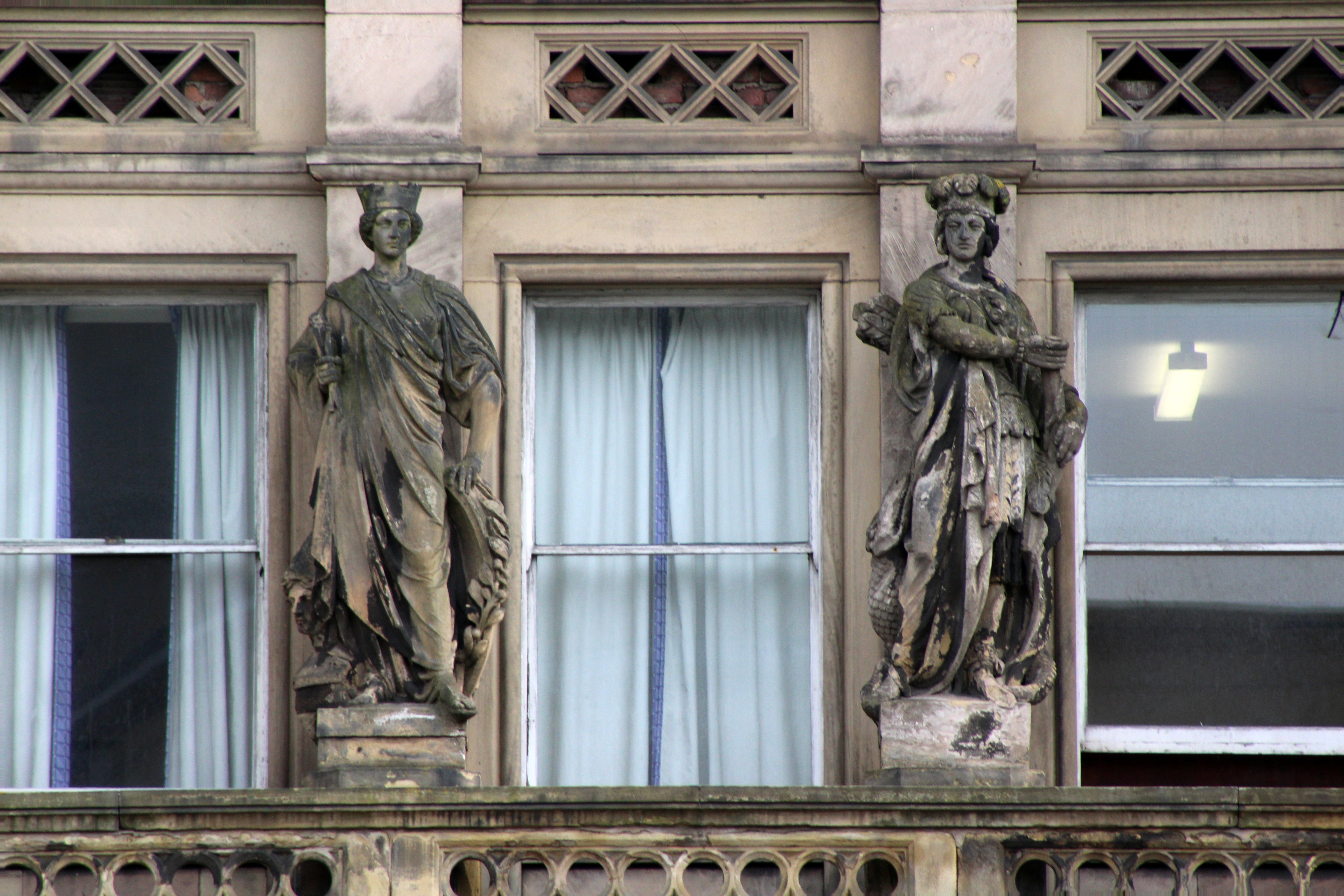
Sculptures